# 新界區專線小巴410線
新界區專線小巴410線是由友文投資營辦的一條專線小巴線，由石蔭往來瑪嘉烈醫院。

## 歷史
- 2000年4月4日：政府刊憲公開招標包括本路線在內的8條專線小巴新路線。[3]
- 2000年9月1日：本路線投入服務。

## 服務時間及班次
- 石蔭開：
  - 平日0645-2030（15/30分鐘一班）
  - 假日0700-1930（15/30分鐘一班）
- 瑪嘉烈醫院開：
  - 平日0710-2100（15/30分鐘一班）
  - 假日0730-2000（15/30分鐘一班）

## 收費
- 全程收費：$9.6
  - 石蔭往梨貝街：$4.0
  - 石蔭往來荔枝嶺路：$5.9
  - 荔景紀律部隊宿舍往來瑪嘉烈醫院：$5.9
  - 祖堯往來瑪嘉烈醫院：$4.0
  - 和宜合道往石蔭：$4.0

（此線所有車輛均接受八達通卡付款，不設找續；若繳付短程分段收費，請通知車長調校八達通機。）

## 用車
本線採用四輛豐田Coaster小巴行駛。
| 用車列表 | 用車列表  | 用車列表 |
| -------- | --------- | -------- |
| 車牌     | 車種代號  | 備註     |
| EM2653   | 2009年6DS |          |
| KT7542   | 2002年5LS |          |
| PH4728   | 2010年6LS |          |

## 行車路線
- 石蔭開：梨木道，童子街，大白田街，石排街，安足街，安蔭巴士總站，安足街，石排街，梨貝街，石排街，圍乪街，大隴街，和宜合道，青山公路，大窩交匯處，華瑤路，荔枝嶺路，念祖街，敬祖路，荔景山路及葵涌醫院路。
- 瑪嘉烈醫院開：葵涌醫院路，荔景山路，敬祖路，念祖街，荔枝嶺路，華瑤路，大窩交匯處，青山公路，和宜合道，大隴街，圍乪街，石排街，梨貝街，石排街，安足街，安蔭巴士總站，安足街，石排街，大白田街及梨木道。

## 小資料
- 本線的瑪嘉烈醫院總站是位於K座（專科門診大樓），與專線小巴90P、407、407A的瑪嘉烈醫院A-F座（正門）有所不同。
- 本路線實際上總站位於梨木道石蔭商場對出，但運輸署官方資料稱總站為「東北葵涌」。
- 此小巴路線只有4架小巴行駛，故經常在繁忙時間滿座。[4]